# Heinrich Steinbeck
Heinrich Johann Friedrich Steinbeck (Gödestorf bij Hannover, 2 mei 1884 – Arbon, 20 juli 1967) was een Duits-Zwitserse componist en dirigent. In erkenning van zijn verdiensten werd hij ere-burger van de stad Arbon. Aan de Adolph Saurer-Quai in Arbon werd op 2 mei 1984 een monument ter herinnering aan Heinrich Steinbeck opgesteld. 

## Levensloop
Steinbeck was het achtste kind van een leraar uit Gödestorf. Op 7-jarige leeftijd kreeg hij lessen voor piano en viool; op 11-jarige leeftijd leerde hij het bespelen van een blaasinstrument. Daarmee was een eerste besluit voor zijn latere muzikale loopbaan genomen. Op 13-jarige leeftijd componeerde hij zijn eerste kleine marsen. Zijn vader was bekend met een militaire kapelmeester uit Hannover, die nam Heinrich Steinbeck op en leerde hem muziektheorie. Op 16-jarige leeftijd ging hij op de militaire muziekschool Dömitz-Schwerin. Na zijn dienst als militaire muzikant studeerde hij aan het Bayerische Staatskonservatorium, nu: Hochschule für Musik Würzburg in Würzburg bij Max Meyer-Olbersleben (1850-1927), Karl Kliebert (1849 - 1907), Simon Breu (1858-1933) en Eugen Gugel (1889-1972) in compositie, dirigeren en piano. 
Aanvankelijk was hij toen werkzaam als pianist en concerteerde in Scandinavië (Finland, Noorwegen en Zweden). In 1909 werd hij kapelmeester aan het operettetheater in Karlsruhe. Naast deze werkzaamheden was hij ook dirigent van een bekend civiel harmonieorkest. Op 15 juli 1912 werd hij uit 40 sollicitanten uitgekozen en tot dirigent van de Stadtmusik Arbon benoemd. Verder was hij dirigent van de orkestvereniging en het Arbeiders-mannenkoor in Arbon, maar ook van de harmonieorkesten in Amriswil, Romanshorn, Steinach, Sulgen, Turbenthal en Uttwil.
Als componist schreef hij een groot aantal werken voor harmonieorkest, die zich in het repertoire van harmonieorkesten op de hele wereld tot nu weervinden. 

## Composities

### Werken voor harmonieorkest
- 1920 Regimentsgruß, mars, op. 22
- 1931 Festgruß
- 1954 Isola Bella, ouverture, op. 70
- 1956 Frühling im Herzen, ouverture, op. 73
- 131er-Marsch
- Adagio, voor klarinet en harmonieorkest
- Albumblatt
- Am schönen Rhein
- Am Seealpsee, serenade, op. 39
- Aus der Biedermeierzeit, menuet, op. 23
- Bodensee Reiter
- Der Dorfkönig, op. 34
- Der kleine Amor
- Der Wanderer im Gebirge, ouverture, op. 36
- Die Felsenquelle, ouverture, op. 41
- Die Sonneninsel, ouverture, op. 72
- Edelweiß und Alpenrose, op. 28
- Fackeltanz (Tscherkessenzug), op. 33
- Feierklänge, feestmars

- Fest und Treu
- Frei wie der Adler, mars
- Frisch hinaus
- Froh in die Welt
- Fröhlicher Einzug
- Frühling am Bodensee, wals, op. 30
- Glückliche Fahrt
- Graubündnermarsch
- Grüß Gott, mein schönes Vaterland
- Grüße vom Säntis, concertpolka voor 2 trompetten en harmonieorkest, op. 76
- Gruß vom Bodensee
- Herbstmorgen, fantasie-stuk in balladen-manier
- Hoch Gransberg
- In alter Frische, mars
- In der Heimat
- Infanterie Regiment 31 - Thurgauermarsch
- Jägerblut
- Jubelruf

- Jubiläums-Marsch
- Junges Blut, mars
- Kameraden der Luft
- Konrad Schaer
- Kornblumen, op. 25
- Leichte Brigade
- Mit Schwung
- Mit wehenden Fahnen
- Ostschweizer Radio-Marsch
- Parole Rhythmus
- Reiters Morgenrot
- Salve Bernina, ouverture, op, 80
- Sonnenaufgang
- Sonntag im Alpstein, op. 32
- Stramm voran
- Unter deutscher Friedensflagge
- Volksfest im Süden, ballet-scène
- Vom Bodensee zum Nordseestrand, mars, op. 27
- Zingaresca, Rhapsodie, op. 53